# Arcosanti
Arcosanti è un prototipo di arcologia ideato da Paolo Soleri, ovvero una "città sperimentale" sorta in Arizona (USA) a 110 km da Phoenix; la costruzione ebbe inizio nel 1970 al fine di sperimentare e dimostrare come sia possibile migliorare le condizioni di vita nei centri urbani minimizzando l'impatto sull'ambiente. Soleri, e il suo studio di progettazione, "Cosanti", diedero vita al progetto, denominato "Arcosanti", una sorta di "villaggio-laboratorio" costruito nel deserto dell'Arizona a partire da agosto 1970; il termine, Arcosanti, deriva da arcologia e da "Cosanti", o "anticosa" (che a sua volta deriva dalla fusione delle parole italiane "cosa" e "anti", nel senso di "contro le cose" inteso come critica deliberata alla cultura predominante del consumismo e alla ricerca di un'architettura in equilibrio con l'ambiente, che è quindi la filosofia alla base del progetto). Il progetto definitivo prevedeva la costruzione di ambienti per cinquemila residenti fissi ma al 2020 ne sono stati realizzati circa il 4 per cento grazie prevalentemente a poche donazioni di privati e alla vendita di gadget.

## Storia
Nel 1965 Paolo Soleri annuncia su L'Architecture d'Aujourd'hui l'intenzione di realizzare una grande struttura per la “Nuova Cosanti” su un terreno a 60 miglia a Nord di Phoenix, «se la Fondazione riesce ad acquistarlo». L'operazione riesce e vengono acquistati 60 acri di terreno e si ottiene la concessione per lo sfruttamento di altri 800 acri confinanti. Il luogo scelto per la costruzione è la parte terminale di una gola che si affaccia sulla valle del fiume Agua Fria.
Nelle intenzioni le nuove costruzioni devono diventare una vera e propria arcologia, «an Urban Solid of superdense and human vitality», la città di Arcosanti. È l'effetto urbano l'evento da sperimentare ad Arcosanti, dopo il laboratorio-vicinato di Cosanti; afferma Soleri che «La Fondazione sta cercando nuove disposizioni e studiando nuovi sistemi strutturali necessari per la loro esistenza (...) Procedendo in questa seconda fase, la Fondazione passa da una micro a una macro scala (...) Sto urbanizzando la Fondazione Cosanti ... il risultato sarà una Macro Cosanti».

## Costruzione
Il progetto prevede la costruzione di due grandi strutture per circa 5 000 abitanti, e di un “seme” di arcologia che le collega. Le automobili sono escluse, le distanze misurate in minuti di cammino. Le grandi strutture ricordano gli esempi di "Arcology. The City in the Image of Man"; costruzioni avvolgenti riprendono altresì lo studio iniziato a Cosanti sulle relazioni spaziali in un sistema di poli localizzati in absidi, ma qui le absidi sono strutture abitate.
La parte in costruzione è l'elemento di collegamento che, rispetto all'insieme, costituisce una piccola percentuale, ma che, se completato, permetterà di sperimentare un ambiente abitato da 600 persone, massa critica di Arcosanti; attualmente vi vivono un centinaio di persone.
La costruzione adatta l'idea di arcologia ai compromessi dovuti alla realizzazione, primo tra tutti quello economico, ricercando principalmente corrispondenze con l'idea di “spazio arcologico” e provando a sfruttare, dove possibile, sistemi autonomi di sostentamento a tecnologie “pulite”. Le costruzioni sono realizzate con il metodo della formatura a terra, in genere prefabbricate, in parte gettate in opera.

## Strutture
La prima struttura a essere costruita, nel 1971, è la South Vault; gli elementi che la compongono sono stati prefabbricati formando il conglomerato su uno strato di silt disposto su una larga centina in legno strutturale; la superficie superiore del silt è stata modellata e levigata in una precisa forma curva grazie a un regolo scorrente su binari. L'armatura è a rete, in tondini di ferro. Ogni successiva serie è stata realizzata utilizzando come forma la superficie della serie formata precedentemente.
Per la costruzione della South Vault sono stati utilizzati 130 metri cubi di calcestruzzo e 35 tonnellate di ferro. I pannelli arcuati sono 12, pesano fino a 6 tonnellate e poggiano su una struttura di imposta realizzata con metodi tradizionali. Nel 1975 con lo stesso metodo è stata realizzata la North Vault. Ciascuna delle due volte copre una superficie di circa 300 m², è alta 11 m, larga 28 m e lunga 9,5 m. Le due volte sono adiacenti, nella zona frontale della parte costruita di Arcosanti.
Nel 1972 è stata realizzata la Ceramic Apse ed è iniziata la costruzione della Foundry Apse, terminata nel 1974. Entrambe sono state realizzate erigendo prima l'arco di facciata, prefabbricato a piè d'opera, e utilizzandolo come sostegno e riferimento della successiva costruzione. Lo spessore delle conchiglie realizzate varia tra 7 e 5 cm; entrambe hanno un raggio di 7 m (essendo state realizzate con la medesima sagoma). Attorno alla Foundry Apse sono state realizzate delle cellule abitative, in unità accoppiate specularmente, in parte interrate e collegate da un anello affacciantesi all'interno dell'abside.
Nel 1972 inizia anche la costruzione di due ali speculari contenenti unità abitative intorno alla South Vault, la testata delle due esedre, West e East Crescent, che ripropongono a livello intermedio lo schema della Foundry Apse e quello delle strutture maggiori. Sono strutture che ricordano il progetto per i dormitori dell'Indian Management School a Islamabad di Louis Kahn, ma è completamente assente la disposizione seriale; il diretto riferimento è il villaggio indiano, come Pueblo Bonito, con la schiera ininterrotta di cellule abitative raccolta attorno a uno spazio cerimoniale. L'East Crescent si svolge proprio attorno al teatro. Nel 1978 ha ottenuto una menzione nel “PA's Annual Award Program”.
Un'altra testata (del West Crescent), è il Craft Three, che al momento ospita il centro visitatori, una galleria, la panetteria e il caffè.
Le varie strutture sono inserite in terrazzamenti; l'insediamento sull'apice della gola e l'uso dell'effetto abside, che crea ombra in estate e cattura i raggi solari in inverno, collegano Arcosanti ai cliff dwelling, spesso presi a modello nelle Arcologie.
Il progetto dell'abitato, impostato come «un complesso compatto dove vita, lavoro e gioco sono tutti sotto il medesimo tetto», è concettualmente simile in generale agli insediamenti popolari, come ad alcune cittadine mediterranee, sebbene abbia una maggior complessità funzionale e strutturale. Qualità che lasciano percepire il senso dell'ambiente arcologia. A qualche decennio dall'inizio della costruzione Soleri è cauto nel tracciare un bilancio del suo lavoro:
Il concetto di Arcologia racchiude in sé l'idea della necessità di un cambiamento di coscienza e di atteggiamento - la percezione del fatto che il nostro attuale modo di vita è probabilmente non sostenibile e forse persino non etico (...) Qui, dove vita e lavoro sono una sola cosa, non puoi isolare l'uno dall'altro. In molti aspetti, le persone che stanno lavorando qui sono eroi».